# أرت هوزر
أرت هوزر (بالإنجليزية: Art Hauser) هو لاعب كرة قدم أمريكية أمريكي، ولد في 19 يوليو 1929 في روبيكون في الولايات المتحدة.

## وصلات خارجية
- أرت هوزر على موقع مرجع كرة القدم المحترفة.كوم (الإنجليزية)